# 水野祥太郎
水野 祥太郎（みずのしょうたろう、1907年2月6日 - 1984年5月10日）は、日本の整形外科医・登山家。大阪大学名誉教授。

## 略歴
神戸市生まれ。1930年大阪府立医科大学（現大阪大学医学部）卒、同第一外科に入る。1946年「荷重と足骨骼構造」で大阪帝国大学より医学博士の学位を取得。1947年大阪市立大学整形外科教授。1960年大阪大学医学部教授。1964年日本リハビリテーション医学会第１回会長。70年大阪大を定年退官、名誉教授、川崎医科大学教授。72-80年同学長。

## 人物
山歩きとスキーを趣味とした。
1928年、西岡一雄、藤木九三らとロック・クライミング・クラブ（RCC）を創立した。アフガニスタンへ赴任したこともある。

## 著書
- 『山野スキー術教本』黒百合社 1931
- 『岩登り術』黒百合社 1934
- 『整形外科学提要』日本医書出版 1948
- 『砂漠の国の病院で』朝日新聞社 1970
- 『整形外科学補講 -図説-』医歯薬出版 1970
- 『ヒトの足の研究 扁平足問題からの展開』医歯薬出版 1973
- 『医学教育論 新しい医学教育を求めて』医歯薬出版 1979
- 『包帯』文光堂 1982
- 『ヒトの足 この謎にみちたもの』創元社 1984

### 編共著
- 『図説整形外科学』編 永井書店 1963
- 『理学療法士・作業療法士教本 第1 基礎医学』共著 医歯薬出版 1965
- 『理学療法士・作業療法士教本 第4 作業療法』共著　医歯薬出版 1966

翻訳
- Georg Hohmann, Lina Jegel-Stumpf『体操療法 整形外科を中心として』大阪大学医学部整形外科リハビリテーション部訳 監訳 医歯薬出版 1965

記念文集
- 『追想水野祥太郎』追想水野祥太郎編集委員会 1994